# Heinrich Philip Klusmeijer
Heinrich Philip Klusmeijer, född cirka 1723, död 8 januari 1780, var en svensk oboist.
Klusmeijer var en av tre oboistsöner till den sannolikt av Fredrik I inkallade oboisten Gabriel Klusmeijer. Han anställdes som ordinarie vid Hovkapellet 1763 och blev kvar där till sin död. Före sin anställning i Hovkapellet hade Klusmeijer även verkat som oboist vid Svea livgarde.